# Ettson Ayón
Ettson Ayón Calderón (Tijuana, 26 marzo 2001) è un calciatore messicano, attaccante del León e della nazionale messicana.

## Carriera

### Club
È cresciuto nel settore giovanile del Club Tijuana, ed ha debuttato in prima squadra il 24 ottobre 2021 nell'incontro di Liga MX perso 3-1 contro il Pumas UNAM. Nel luglio del 2022 è passato in prestito al Querétaro e l'11 settembre ha segnato il suo primo gol in carriera nel nella partita pareggiata 3-3 contro il Santos Laguna. Riscattato nell'estate del 2023, è rimasto con i Gallos Blancos per un'ulteriore annata per poi firmare con il León nel giugno del 2024.

### Nazionale
Nel 2023 con la nazionale messicana Under-23 ha vinto la medaglia di bronzo agli XIX Giochi panamericani. ed ha vinto gli XXIV Giochi centramericani e caraibici realizzando una doppietta nella finale vinta 2-1 contro la Costa Rica.
Il 31 maggio 2024 ha esordito con la nazionale maggiore nell'amichevole vinta 1-0 contro la Bolivia.

## Statistiche

### Presenze e reti nei club
Statistiche aggiornate al 4 marzo 2025.
| Stagione        | Squadra         | Campionato      | Campionato | Campionato | Coppe nazionali | Coppe nazionali | Coppe nazionali | Coppe continentali | Coppe continentali | Coppe continentali | Altre coppe | Altre coppe | Altre coppe | Totale | Totale | Totale |
| Stagione        | Squadra         | Comp            | Pres       | Reti       | Comp            | Pres            | Reti            | Comp               | Pres               | Reti               | Comp        | Pres        | Reti        | Pres   | Reti   |        |
| --------------- | --------------- | --------------- | ---------- | ---------- | --------------- | --------------- | --------------- | ------------------ | ------------------ | ------------------ | ----------- | ----------- | ----------- | ------ | ------ | ------ |
| 2021-2022       | Club Tijuana    | LMX             | 1          | 0          | -               | -               | -               | -                  | -                  | -                  | -           | -           | -           | 1      | 0      |        |
| 2022-2023       | Querétaro       | LMX             | 20         | 4          | -               | -               | -               | -                  | -                  | -                  | -           | -           | -           | 20     | 4      |        |
| 2023-2024       | Querétaro       | LMX             | 10         | 0          | -               | -               | -               | -                  | -                  | -                  | LC          | 1           | 0           | 11     | 0      |        |
| 2024-gen. 2025  | Querétaro       | LMX             | 15         | 4          | -               | -               | -               | -                  | -                  | -                  | LC          | 0           | 0           | 15     | 4      |        |
| gen.-giu. 2025  | León            | LMX             | 15         | 1          | -               | -               | -               | -                  | -                  | -                  | LC          | 0           | 0           | 15     | 1      |        |
| Totale carriera | Totale carriera | Totale carriera | 61         | 9          |                 | -               | -               |                    | -                  | -                  |             | 1           | 0           | 62     | 9      |        |

### Cronologia presenze e reti in nazionale
| Cronologia completa delle presenze e delle reti in nazionale ― Messico | Cronologia completa delle presenze e delle reti in nazionale ― Messico | Cronologia completa delle presenze e delle reti in nazionale ― Messico | Cronologia completa delle presenze e delle reti in nazionale ― Messico | Cronologia completa delle presenze e delle reti in nazionale ― Messico | Cronologia completa delle presenze e delle reti in nazionale ― Messico | Cronologia completa delle presenze e delle reti in nazionale ― Messico | Cronologia completa delle presenze e delle reti in nazionale ― Messico |
| Data                                                                   | Città                                                                  | In casa                                                                | Risultato                                                              | Ospiti                                                                 | Competizione                                                           | Reti                                                                   | Note                                                                   |
| ---------------------------------------------------------------------- | ---------------------------------------------------------------------- | ---------------------------------------------------------------------- | ---------------------------------------------------------------------- | ---------------------------------------------------------------------- | ---------------------------------------------------------------------- | ---------------------------------------------------------------------- | ---------------------------------------------------------------------- |
| 31-5-2024                                                              | Chicago                                                                | Messico                                                                | 1 – 0                                                                  | Bolivia                                                                | Amichevole                                                             | -                                                                      | 77’                                                                    |
| Totale                                                                 |                                                                        | Presenze                                                               | 1                                                                      |                                                                        | Reti                                                                   | 0                                                                      |                                                                        |

## Palmarès

### Nazionale
- Giochi centramericani e caraibici: 1

San Salvador 2023